# Bulimulus galapaganus
Bulimulus galapaganus é uma espécie de gastrópode  da família Orthalicidae.
É endémica de Equador.
Está ameaçada por perda de habitat.